# Nívea Soares
Nívea da Costa Pinto Soares (née le 25 juillet 1976) est une chanteuse et compositrice de musique chrétienne contemporaine, pasteure chrétienne baptiste et présentatrice brésilienne.

## Biographie
Nívea Soares est la plus jeune de sa famille et a trois frères. Elle est née dans une famille chrétienne, qui lui fait découvrir la musique chrétienne.

### Ministère
La chanteuse, membre de l'Église baptiste de Lagoinha, a fait partie du groupe 
Diante do Trono pendant plus de sept ans et est partie en 2005 pour poursuivre sa carrière solo. Son premier CD solo intitulé Reina Sobre Mim a été enregistré en studio et est sorti en 2003. Le deuxième album solo Enche-Me de Ti a été enregistré en direct le 27 novembre 2004. En 2006, Nívea a enregistré en studio son premier CD en anglais, Fan the Fire. Le quatrième CD de Nívea Soares, Rio, a été enregistré en direct au mois d’avril 2007 dans le Congresso de Louvor & Adoração Diante do Trono. Le cinquième album de la chanteuse a été enregistré le 18 février 2009 et s'intitule Acústico. Il s'agit d'une relecture des chansons de la chanteuse avec des apparitions spéciales de Adhemar de Campos, Ana Paula Valadão, David Quinlan et Fernanda Brum.
L'album Emanuel, sorti en 2010, a été entièrement enregistré en studio. En 2012, elle a publié le CD et le DVD Glória e Honra. La chanson "Em Tua Presença" est devenue un succès de l'album et a été vue des millions de fois sur YouTube. Le 20 novembre 2015, la chanteuse a enregistré son dernier projet intitulé Reino de Justiça. Une stratégie utilisée dans le processus de post-production du CD était lorsque Gustavo Soares, le mari de Nívea Soares, a invité les internautes à participer au processus de mixage via l'outil Periscope. Avec cela, les internautes pouvaient voir comment le projet allait se dérouler.
Elle est mariée à Gustavo Soares, son producteur de musique et a deux filles: Alice et Isabela.

## Discographie
- Reina Sobre Mim (2003)
- Enche-me de Ti (2005)
- Fan the Fire (2006)
- Rio (2007)
- Acústico (2009)
- Nívea Soares Diante do Trono (2009)
- Emanuel (2010)
- Glória e Honra (2012)
- 10 Anos (2013)
- Canção da Eternidade (avec Antônio Cirilo et David Quinlan) (2014)
- Reino de Justiça (2016)
- Jesus (2019)